# Mihail Strilbițchi

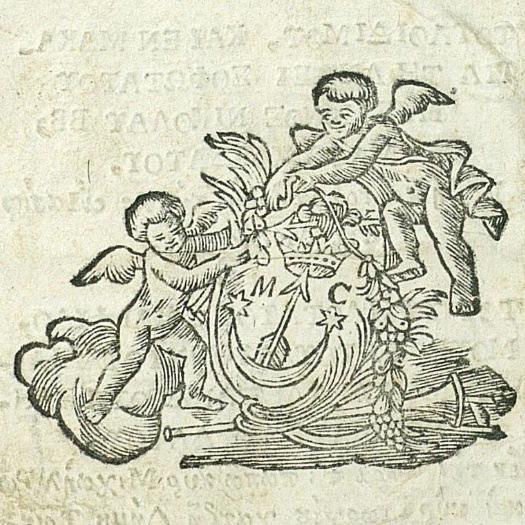
Nicolae Mavrocordat, Cuvânt contra nicotinei, Iași, 1786. Stema tipografului Mihail Strilbițchi

Mihail Strilbițchi a fost un tipograf și gravor român din a doua jumătate a secolului XVIII. Este autorul a numeroase gravuri în lemn pentru cărțile religioase tipărite la Mănăstirea Neamț. A ilustrat și calendare, între care „Calendarul pe 112 ani”, tipărit la Iași în 1785, în care a introdus, în afara imaginilor tradiționale ale zodiacului, și elemente de costum din epocă.